# Red&White
Red&White – marka papierosów produkowanych przez koncern tytoniowy Philip Morris. Paczka mieści, typowo jak na polskie standardy, 20 papierosów.
Występowały następujące rodzaje papierosów Red&White:
- Red&White Original (kolor: czerwony – najmocniejsze)
- Red&White Quantum (kolor: niebieski – lights)
- Red&White Platinium (kolor: srebrny – super lights)
- Red&White Menthol (kolor: zielony – mentolowe)
- Red&White Original 100's
- Red&White Quantum 100's

Na początku listopada 2009 roku na polskim rynku pojawiła się nowa marka papierosów Red&White – Red&White Vibe w 2 wariantach po 2 smaki każdy:
- Vibe KS Blue (kolor: biało-niebieski – lights)
- Vibe KS Menthol (kolor: biało-zielony – mentolowe)
- Vibe KS Blue Slim (kolor: biało-niebieski – lights)
- Vibe KS Menthol Slim (kolor: biało-zielony – mentolowe)

Pierwszy wariant to klasycznej grubości papierosy, drugi zaś to papierosy z segmentu „slim” (pośrednie między klasycznymi a tymi bardzo cienkimi „superslimami”). Produkt miał stanowić konkurencję dla popularnych wśród młodzieży papierosów z najniższej klasy jakości typu: Viceroy, LD czy Winston.
Red&White (papierosy oraz tytoń papierosowy) zostały wycofane z rynku.
Głównym ośrodkiem importu papierosów do Polski był Kraków (Al. Jana Pawła II 196).